# Monte Baden-Powell
Il monte Baden-Powell (inglese: Mount Baden-Powell) è un rilievo montuoso della California, sud-ovest degli Stati Uniti d'America, situato all'interno dei confini della contea di Los Angeles. Nel 1931 il monte è stato dedicato al fondatore del Movimento Scout, il Lord britannico Robert Baden-Powell, I Barone di Gilwell per il quale, nel 1957, è stata posta dai Boy Scouts of America una targa sulla sommità del monte. Prima di questa dedica era conosciuto come Gemello Est (inglese: East Twin) e Pelato Nord (inglese: North Baldy).
Con i suoi 2.867 metri d'altitudine dal livello del mare, il monte Baden-Powell è una delle vette più alte della catena montuosa San Gabriel.